# DRYAD
El Sistema de cifrado y autenticación numérico DRYAD (KTC 1400 D) es un sistema criptografico con base de papel simple empleado por los militares de Estados Unidos para autenticar y cifrar mensajes numéricos cortos.  A cada unidad con una radio se le provee un conjunto de hojas de código DRYAD. Cada hoja es válida durante un período limitado de tiempo (por ejemplo 6 horas), el cual es denominado un  criptoperíodo.
Una hoja de cifrado DRYAD posee 25 líneas o columnas de letras mezcladas. Cada línea es identificada con las letras A a la Y en una columna a la izquierda de la página. Cada renglón contiene una permutación aleatoria de las letras A a la Y. Las letras en cada renglón se encuentran agrupadas en 10 columnas identificadas del 0 al 9.  Las columnas 0, 1, 2 y 5 tienen más letras que las otras, las cuales solo poseen dos letras cada una.
Aunque básico, el sistema de cifrado y autenticación numérico DRYAD posee la ventaja de ser rápido, relativamente fácil y no requiere de equipo adicional (como por ejemplo un lápiz). La presencia de más letras en las columnas 0, 1, 2 y 5, aparentemente tiene la intención de hacer más difícil un análisis de frecuencia del texto cifrado. Sin embargo gran parte de la seguridad del sistema se debe a lo corto del criptoperíodo.
DRYAD puede ser utilizado en dos modos, autenticación y cifrado.

## Autenticación

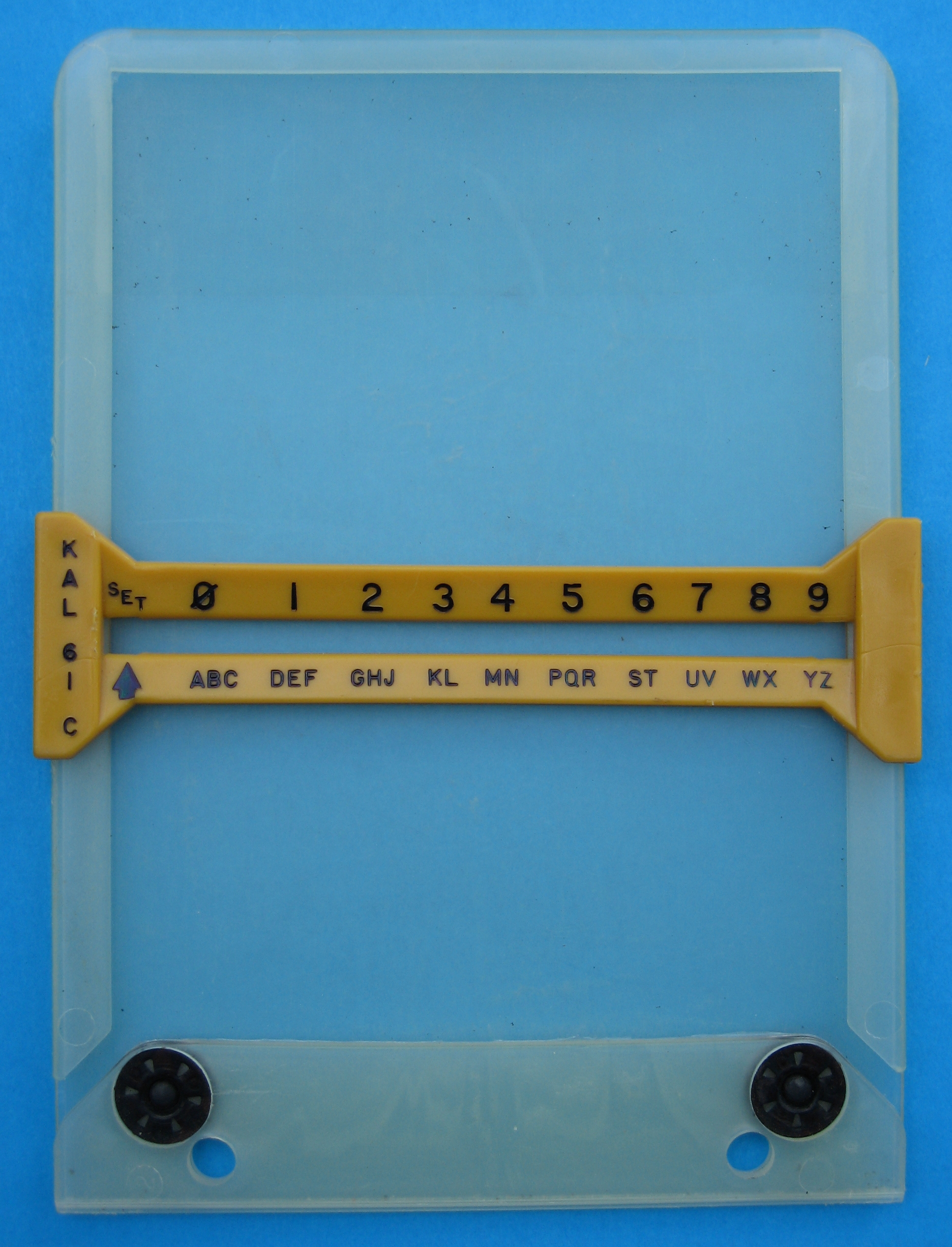
Porta hojas de codificación con regla para facilitar su uso.

Para autenticar, la estación desafiante elige una letra en forma aleatoria de la columna en el extremo izquierdo seguida de una segunda letra elegida en forma aleatoria en el renglón de la primera letra elegida. La estación desafiada lo autenticará seleccionando la letra inmediatamente debajo del renglón y posición de la segunda letra seleccionada.
Por ejemplo, utilizando la hoja de cifrado que se muestra a la derecha y el alfabeto radiofónico de la OTAN, Pedro puede desafiar a María y transmitir "autenticar Alfa Bravo". La respuesta correcta de María es "autenticado Yankee".
Otra forma de utilizarlo implica utilizar una tercera letra a la derecha de la segunda letra elegida por la estación desafiante (La letra "Bravo"  de Pedro). Tanto los desplazamientos direccionales (arriba, abajo, izquierda o derecha) como los desplazamientos numéricos pueden tomar valores diferentes de los mencionados aquí; pero deben ser acordados y entendidos por ambas partes antes de la autenticación. 
Un problema que se presenta es que un imitador enemigo tiene una probabilidad de uno en 25 de adivinar la respuesta correcta (una en 24 si la letra es elegida del mismo renglón). Una forma de resolver este problema es si Pedro le solicita a María que autentique dos veces; con lo cual la probabilidad que el imitador adivine la respuesta correcta se reduce a uno en 625. La desventaja de este método es la reducción de la vida de la hoja DRYAD en uso, dado que la hoja está siendo utilizada el doble de veces que en un esquema de autenticación simple.

## Cifrado
El segundo modo es utilizado para cifrar información numérica breve (como por ejemplo coordenadas de un mapa o una nueva frecuencia de radio). La persona que codifica la información elige dos letras en forma aleatoria. La primera letra permite elegir un renglón en la página activa. La segunda letra es usada como en el modo de autenticación, excepto que la letra adyacente a su derecha es la que se elige; y es denominada la  "LETRA DEL CONJUNTO."
Los números se codifican de a un dígito por vez. Una letra de la hoja de cifrado es elegida del renglón seleccionado en la columna que corresponde al dígito a ser codificado. Si el dígito se presenta más de una vez en el número, se debe elegir una letra diferente en la misma columna.  Todos los dígitos de un número son cifrados utilizando el mismo renglón.